# آمریکا (ایلینوی)
امریکا، ایلینواز (به انگلیسی: America, Illinois) یک منطقهٔ مسکونی در ایالات متحده آمریکا است که در ایلی‌نوی واقع شده‌است.

## خصوصیات
امریکا ۱۰۷٫۹ متر بالاتر از سطح دریا واقع شده‌است.